# Melanargia occitanica
Melanargia occitanica é uma espécie de insetos lepidópteros, mais especificamente de borboletas pertencente à família Nymphalidae.
A autoridade científica da espécie é Esper, tendo sido descrita no ano de 1793.
Trata-se de uma espécie presente no território português.

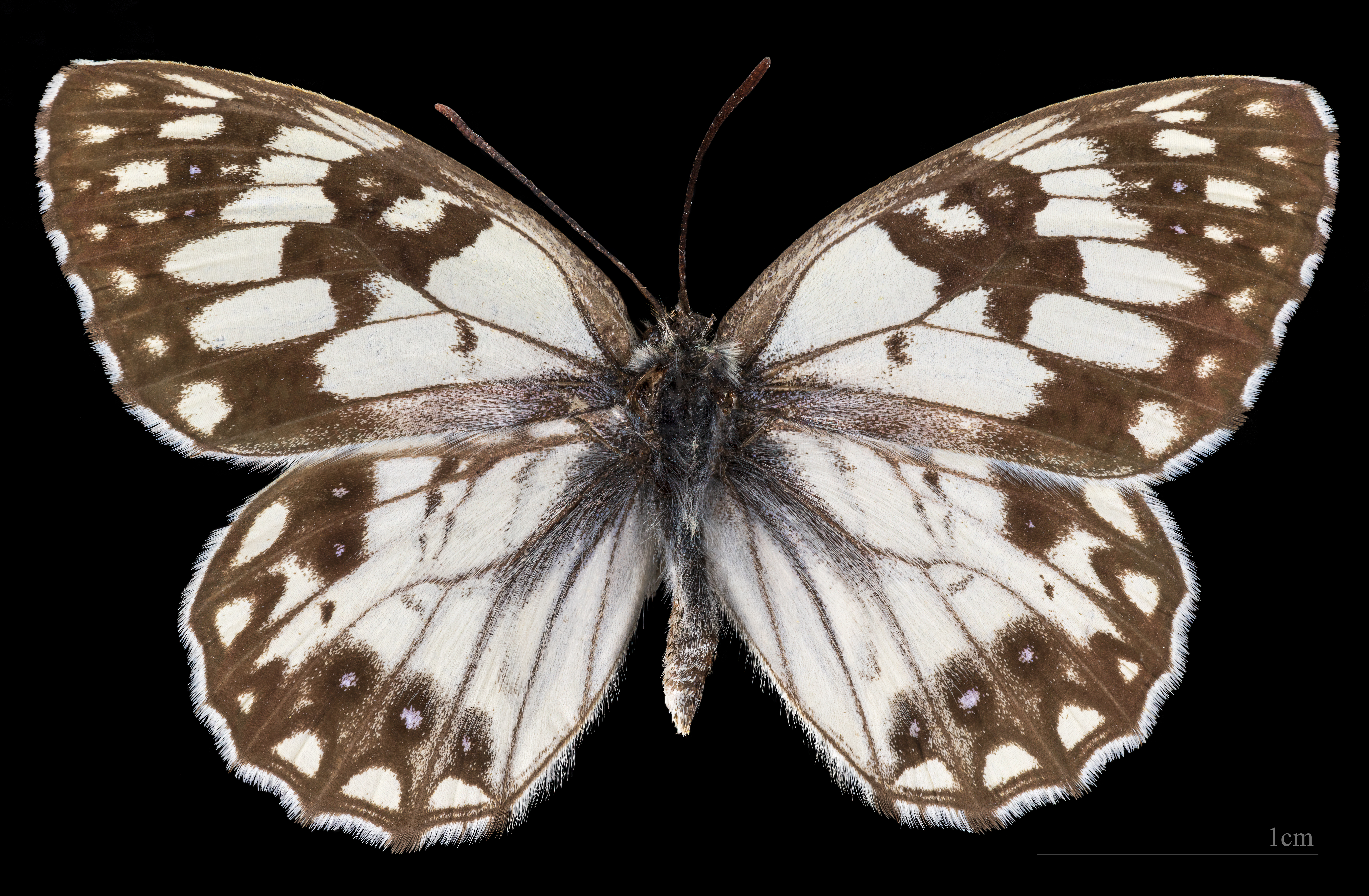
Melanargia occitanica ♂
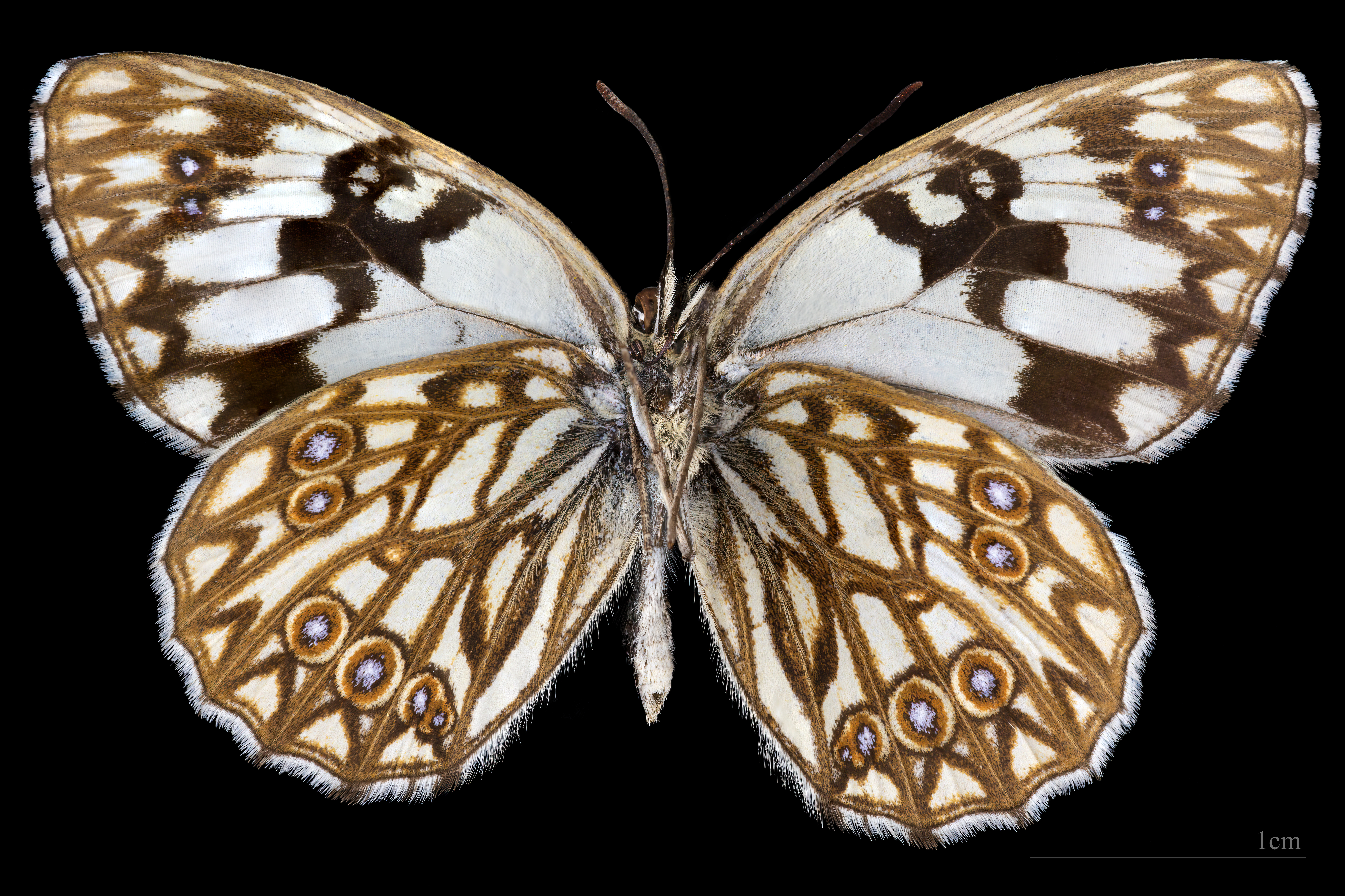
Melanargia occitanica ♂   △